# Округ Сок (Висконсин)
Сок (енгл. Sauk County) је округ у америчкој савезној држави Висконсин.

## Демографија
По попису из 2010. године број становника је 61.976, што је 6.751 (12,2%) становника више него 2000. године.
| Група             | 2000.          | 2010.          |
| Белци             | 53.241 (96,4%) | 57.331 (92,5%) |
| Афроамериканци    | 142 (0,3%)     | 357 (0,6%)     |
| Азијати           | 144 (0,3%)     | 337 (0,5%)     |
| Хиспаноамериканци | 938 (1,7%)     | 2.675 (4,3%)   |
| Укупно            | 55.225         | 61.976         |